# Delphinium pachycentrum
Delphinium pachycentrum är en ranunkelväxtart som beskrevs av William Botting Hemsley. Delphinium pachycentrum ingår i släktet storriddarsporrar, och familjen ranunkelväxter. Utöver nominatformen finns också underarten D. p. lancisepalum.